# Udea elutalis
Udea elutalis is een vlinder uit de familie van de grasmotten (Crambidae), uit de onderfamilie van de Spilomelinae. De wetenschappelijke naam van deze soort is voor het eerst voorgesteld als Pyralis elutalis door Michael Denis en Ignaz Schiffermüller in een publicatie uit 1775.
De soort komt voor in België, Luxemburg, Frankrijk, Spanje, Duitsland, Zwitserland, Oostenrijk, Italië, Slovenië, Polen, Tsjechië, Slowakije, Finland, Estland, Litouwen, Wit-Rusland, Oekraïne, Roemenië, Europees-Rusland, Kazachstan en China (Hebei, Xinjiang)..